# 黑澤隱勢瓢蟲
黑澤隱勢瓢蟲（学名：Cryptogonus kurosawai）为瓢蟲科隱勢瓢蟲屬下的一个种。